# Малые Зелёные Луга
Ма́лые Зелёные Луга́ — деревня в Тонкинском районе Нижегородской области. Входит в состав Пакалевского сельсовета.

## География
Деревня находится на левом берегу реки Уста, на расстоянии примерно 19 км (по прямой) к западу от рабочего посёлка Тонкино, административного центра района.

## История
Деревня известна с 1870 года, когда в ней было учтено 5 дворов и 24 жителя, в 1916 году — 12 дворов и 68 жителя. Был развит лесной и извозный промысел. В годы коллективизации был основан колхоз «Новый путь».

## Население
| 2002 | 2010 |
| ---- | ---- |
| 0    | →0   |